# Monhystera cameroni
Monhystera cameroni är en rundmaskart som beskrevs av Steiner 1958. Monhystera cameroni ingår i släktet Monhystera och familjen Monhysteridae. Inga underarter finns listade i Catalogue of Life.